# Слобозија Сучевеј (Сучава)
Слобозија Сучевеј (рум. Slobozia Sucevei) насеље је у Румунији у округу Сучава у општини Граничешти. Oпштина се налази на надморској висини од 316 m.

## Становништво
Према подацима из 2002. године у насељу је живело 568 становника.

### Попис2002.
| Расподела становништва по националности 2002.‍ | Расподела становништва по националности 2002.‍ | Расподела становништва по националности 2002.‍ | Расподела становништва по националности 2002.‍ | Расподела становништва по националности 2002.‍ |
| --------------------------------------------- | --------------------------------------------- | --------------------------------------------- | --------------------------------------------- | --------------------------------------------- |
|                                               |                                               |                                               |                                               |                                               |
| Румуни                                        | Румуни                                        |                                               | 551                                           | 97,9%                                         |
| други                                         | други                                         |                                               | 12                                            | 2,1%                                          |